# Góra Trójeczna
Trójeczna – szczyt w Paśmie Masłowskim, w Górach Świętokrzyskich, znajdujący się na wschód od Kostomłotów, w widłach Sufragańca i Sufragańczyka. Góra w całości porośnięta jest lasem mieszanym z przewagą jodły. Jej południowe zbocze stanowi rezerwat przyrody Sufraganiec.
Na północ od góry przebiega  Główny Szlak Świętokrzyski im. Edmunda Massalskiego z Gołoszyc do Kuźniaków oraz dydaktyczna ścieżka leśna prowadząca na Sosnowicę.